# 한여름 밤의 꿈 (영국 드라마)
한여름 밤의 꿈(A Midsummer Night's Dream)는 2016년 5월 30일에 방영된 BBC One 드라마로, 셰익스피어 서거 400주년 기념하여 《닥터 후》(Doctor Who)의 책임 프로듀서이자 작가인 러셀 T. 데이비스(Russell T Davies) 사단과 화려한 배우진을 내세워 제작했다. 윌리엄 셰익스피어의 동명의 희곡을 바탕으로 제작되었다.

## 등장 인물
- 맥신 피크 : 티타니아 (Titania) 역
- 논소 아노지 : 오베론 (Oberon) 역
- 존 해나 : 테세우스 (Theseus) 역
- 맷 루커스 : 바텀 (Bottom) 역
- 엘리노어 마츠우라 : 히폴리타 (Hippolyta) 역
- 브리스가 바카레 : 허미어 역
- 메튜 테니슨 : 라이샌더 역
- 케이트 케네디 : 헬레나 역
- 파파 이스이두 : 디미트리어스 역
- 일레인 페이지 : 퀸스 부인 역
- 콜린 맥파란 : 이지우스 역
- 버나드 크리빈스 : 스나우트 역
- 하이란 아베이세케라 : 퍼크 역

## 방송 시간
| 방송 채널 | 방송 기간                  | 방송 시간                          |
| --------- | -------------------------- | ---------------------------------- |
| KBS 1TV   | 2016년 7월 18일 ~ 7월 25일 | 매주 월요일 밤 12:20 ~ 1:10 (50분) |

## 한국판 성우진(KBS)
- 김옥경 - 티타니아(맥신 피크)
- 이장원 - 오베론(논소 아노지)
- 설영범 - 테세우스(존 해나)
- 서문석 - 바텀(맷 루커스)
- 오수경 - 히폴리타(엘리노어 마츠우라)
- 배정미 - 허미어(브리스가 바카레)
- 남도형 - 라이샌더(메튜 테니슨)
- 소연 - 헬레나(케이트 케네디) / 거미집
- 권창욱 - 디미트리어스(파파 이스이두) / 플루트
- 안경진 - 퀸스 부인(일레인 페이지)
- 유해무 - 이지우스(콜린 맥파란) / 스나우트(버나드 크리빈스)
- 위훈 - 퍼크(하이란 아베이세케라)

## 시청률
| 회차  | 방송 일자       | 전국 시청률 |
| ----- | --------------- | ----------- |
| 제1회 | 2016년 7월 18일 | 1.2%        |
| 제2회 | 2016년 7월 25일 | 1.2%        |